# Таугвиц
Таугвиц (нем. Taugwitz) — деревня в Германии, в земле Саксония-Анхальт. Входит в состав общины Ланиц-Хассель-Таль района Бургенланд.
До 30 июня 2009 года Таугвиц имела статус общины (коммуны). Подчинялась управлению Ан дер Финне. Население составляло 914 человек (на 31 декабря 2006 года). Занимала площадь 10,00 км². 1 июля 2009 года вошла в состав общины Ланиц-Хассель-Таль. Последним бургомистром общины Таугвиц был Карл Хоэнстерн.